# Emsiano
| Carbonifero                                                                                         | Mississippiano | Tournaisiano | Più recente |
| Devoniano                                                                                           | Superiore      | Famenniano   | 372,15±0,46 |
| Devoniano                                                                                           | Superiore      | Frasniano    | 382,31±1,36 |
| Devoniano                                                                                           | Medio          | Givetiano    | 387,95±1,04 |
| Devoniano                                                                                           | Medio          | Eifeliano    | 393,47±0,99 |
| Devoniano                                                                                           | Inferiore      |              |             |
| Devoniano                                                                                           | Emsiano        | 410,62±1,95  |             |
| Devoniano                                                                                           | Praghiano      | 413,02±1,91  |             |
| Devoniano                                                                                           | Lochkoviano    | 419,62±1,36  |             |
| Siluriano                                                                                           | Pridoliano     | -            | Più antico  |
| Suddivisione del sistema del Devoniano secondo la Commissione internazionale di stratigrafia (ICS). |                |              |             |

Nella scala dei tempi geologici, l'Emsiano rappresenta l'ultimo dei tre stadi stratigrafici o età in cui è suddiviso il Devoniano inferiore, la prima delle tre epoche del periodo Devoniano, che a sua volta è il quarto dei sei periodi in cui è suddivisa l'era del Paleozoico.
L'Emsiano è compreso tra 407,0 ± 2,8 e 397,5 ± 2,7 milioni di anni fa (Ma), preceduto dal Praghiano e seguito dall'Eifeliano, il primo stadio del successivo Devoniano medio.

## Etimologia
Lo stadio Emsiano deriva il suo nome dal paese di Bad Ems, nella Renania-Palatinato, in Germania.
La denominazione e lo stadio furono introdotti nella letteratura scientifica nel 1900 da H. D. de Dorlodot. 

## Definizioni stratigrafiche e GSSP
La base dell'Emsiano è definita dalla prima comparsa negli orizzonti stratigrafici dei conodonti della specie Polygnathus kitabicus (in precedenza noto come Polygnathus dehiscens), all'interno della successione filogenetica dal Polygnathus pireneae al Polygnathus kitabicus, il cui nuovo nome fu proposto a causa dell'incertezza sull'olotipo del P. dehiscens. Alcuni studiosi considerano il P. kitabicus come sinonimo junior di P. dehiscens.
La successione filogenetica dal Polygnathus pireneae al Polygnathus kitabicus è riconoscibile in Spagna, Australia, Nord America, Tajikistan e Cina. 
Il limite superiore è fissato dalla prima comparsa dei conodonti della specie Polygnathus costatus partitus. 

### GSSP
Il GSSP, il profilo stratigrafico di riferimento della Commissione Internazionale di Stratigrafia, è localizzato nella gola di Zinzil'ban, 170 km a SSE di Samarcanda, nell'Uzbekistan.

## Suddivisioni
L'Emsiano contiene cinque biozone a conodonti:
- Zona del Polygnaths patulus
- Zona del Polygnaths serotinus
- Zona del Polygnaths inversus/Polygnaths laticostatus
- Zona del Polygnaths notoperbonus
- Zona del Polygnaths gronbergi/Polygnatus inversus/Polygnathus kitabicus